# Hiệp hội Quốc tế các trường Đại học
Hiệp hội Quốc tế các trường Đại học, viết tắt theo tiếng Anh là IAU (International Association of Universities) là một tổ chức phi chính phủ phi lợi nhuận quốc tế được UNESCO bảo trợ, hoạt động trong lĩnh vực kết nối các trường Đại học và đào tạo.
IAU thành lập năm 1950, có trụ sở đặt tại trụ sở của UNESCO tại Paris. Năm 2013 IAU tập hợp được 641 thành viên trường Đại học và đào tạo từ 120 quốc gia và vùng lãnh thổ.
Ban điều hành có Chủ tịch là Dzulkifli Abdul Razak từ Malaysia nhiệm kỳ 2012-2016, và Thư ký là Eva Egron-Polak từ Cộng hòa Czech đảm trách từ 2002.